# Buksa
Buksa – staw w Rykach (województwo lubelskie), na Wysoczyznie Żelechowskiej, w obrębie Starego Miasta.

## Historia
Tradycje rybackie w okolicach Ryk sięgają pierwszej połowy XIX wieku, kiedy to w 1836 lokalne dobra rządowe nabył hrabia Jan Jezierski. W latach 1836-1843 założył on 31 stawów hodowlanych. Gospodarstwo rybackie Jezierskiego było jednym z najbardziej profesjonalnie prowadzonych w ówczesnym Królestwie Polskim. Ryki jeszcze w dwudziestoleciu międzywojennym miały przydomek polskiej “stolicy karpi”.

## Charakterystyka
Akwen o powierzchni około 22 hektarów położony jest we wschodniej części miejscowości. Pierwotnie był to staw rybny (Państwowe Gospodarstwo Rybackie, a następnie prywatny właściciel oraz Instytut Rybactwa Śródlądowego), przekształcony później na cele rekreacyjne i użytkowany nieodpłatnie przez gminę Ryki. 
Staw jest obiektem przepływowym, zasilanym przez rzekę Zalesiankę, która ma źródła w lesie Postoła na północ od Ryk. Znajduje się pomiędzy stawem Skalski (Skalskiego) na północy, a Boguszewskim Górnym na południu. 

## Ochrona przyrody
Zgodnie z obowiązującymi w mieście studiami uwarunkowań i kierunków zagospodarowania przestrzennego zespół stawów proponowany jest do objęcia ochroną prawną jako zespół przyrodniczo-krajobrazowy „Stawy Ryckie” (Buksa, Boguszewskie, Olszynka, Okręt Górny i Dolny oraz Okrąglica). Oprócz stawów ochroną objęte mają być wąski pas trzcinowisk i łąk w sąsiedztwie. Wokół zbiorników znajdują się mokradła porośnięte zadrzewieniami olsowymi. Teren ten jest największym w gminie miejscem rozrodu płazów, w tym rzekotki drzewnej i traszki zwyczajnej. Na brzegach rosną rzadkie gatunki roślin. Znajdują się tu lęgowiska ptaków wodnych (perkozów, mewy śmieszki, błotniaka stawowego, czajki, kokoszki wodnej oraz bąka). Proponowane jest także utworzenie użytku ekologicznego na stawach Okręglica, Buksa i Boguszewskich wraz ze strefą brzegową.